# X Pixmap
X Pixmap (XPM) — текстовый формат графических файлов. Используется серверной стороной системы X Window. Главной особенностью формата является то, что он использует семантику языка Си и может быть включён в код. Разработан в 1989 году Daniel Dardailler и Colas Nahaboo из Bull Research Center в София Антиполисе (Франция). Позже был усовершенствован Arnaud Le Hors.

## Формат файла
Файл состоит из описания массива строк из 6 разделов формата:
```
static
 
char
*
 
<
variable_name
>
[]
 
=
 
{

<
Values
>
,

<
Colors
>
,

<
Pixels
>
,

<
Extensions
>

};

```

### Значения (Values)
Описывает параметры изображения значениями, разделёнными пробелами: ширина, высота, число цветов, знаков на каждый цвет. Например:
```
" 5 3 256 2"
,

```

### Цвета (Colors)
Таблица цветов описывает соответствие символов цветам. Формат <символы><пробел><c><пробел><значение>. Например:
```
"`. c #ffffff"
,

"`# c #ff0000"
,

"`a c #6b6b6b"

```

### Пиксели
Строки, состоящие из символов, описанных в таблице цветов. Например, красный квадрат размером 3 на 3 пикселя на белом поле 5 на 3 пикселя:
```
"`.`#`#`#`."
,

"`.`#`#`#`."
,

"`.`#`#`#`."

```

## Прозрачность
Формат поддерживает 1 прозрачный цвет, который в таблице цветов описывается как None. Например:
```
"`. c None"
,

```

## Пример изображения
Это изображение выглядит в формате xpm так:
```
/* XPM */

static
 
char
 
*
green_simple_cross_xpm
[]
 
=
 
{

/* width height num_colors chars_per_pixel */

" 36 36 5 1"
,

/* colors */

"` c #ffffff"
,

". c #00ff00"
,

"# c #ff0000"
,

"a c #000000"
,

"b c #0000ff"
,

/* pixels */

"````````````............############"
,

"````````````............############"
,

"````````````............############"
,

"````````````............############"
,

"````````````............############"
,

"````````````............############"
,

"````````````............############"
,

"````````````............############"
,

"````````````............############"
,

"````````````............############"
,

"````````````............############"
,

"````````````............############"
,

"...................................."
,

"...................................."
,

"...................................."
,

"...................................."
,

"...................................."
,

"...................................."
,

"...................................."
,

"...................................."
,

"...................................."
,

"...................................."
,

"...................................."
,

"...................................."
,

"aaaaaaaaaaaa............bbbbbbbbbbbb"
,

"aaaaaaaaaaaa............bbbbbbbbbbbb"
,

"aaaaaaaaaaaa............bbbbbbbbbbbb"
,

"aaaaaaaaaaaa............bbbbbbbbbbbb"
,

"aaaaaaaaaaaa............bbbbbbbbbbbb"
,

"aaaaaaaaaaaa............bbbbbbbbbbbb"
,

"aaaaaaaaaaaa............bbbbbbbbbbbb"
,

"aaaaaaaaaaaa............bbbbbbbbbbbb"
,

"aaaaaaaaaaaa............bbbbbbbbbbbb"
,

"aaaaaaaaaaaa............bbbbbbbbbbbb"
,

"aaaaaaaaaaaa............bbbbbbbbbbbb"
,

"aaaaaaaaaaaa............bbbbbbbbbbbb"

};

```

## Свойства X Pixmap
Формат X Pixmap обладает рядом достоинств и недостатков которые отличают его от других форматов:
1. Формат X Pixmap соответствует серверной части X-протокола, практически во все функции Xlib передаётся параметр drawable, который может означать или окно Window, или XPixmap.
2. Форматом клиентской стороны хранения изображений является XImage.

## Использование в коде
Достаточно включить файл и можно использовать переменную (для примера это green_simple_cross_xpm):
```
#include
 
"image.xpm"

```

X Pixmap может использоваться не только для приложений X Window, а также в кроссплатформенных средах разработки. Например, поддержка этого формата полностью реализована в библиотеке wxWidgets.